# Ludwig Danzer

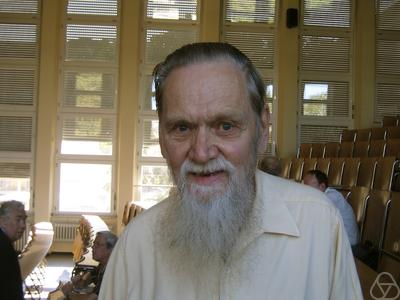
Ludwig Danzer (2006)

Ludwig W. Danzer (* 15. November 1927 in München; † 3. Dezember 2011) war ein deutscher Mathematiker, der sich mit diskreter Geometrie beschäftigte. Er war ab 1969 ordentlicher Professor für Mathematik  an der Universität Dortmund.
Ludwig Danzer studierte von 1946 bis 1951 Mathematik und Physik. Von 1952 bis 1956 war er im höheren Schuldienst tätig und von 1956 bis 1959 war er Assistent am Mathematischen Forschungsinstitut Oberwolfach. Er war ein Schüler des Mathematikers Hanfried Lenz, bei dem er 1960 an der TH München zum Thema Über zwei Lagerungsprobleme zum Dr. rer. nat. promoviert wurde. Von 1960 bis 1961 war Danzer Visiting Assistant Professor an der University of Washington in Seattle (USA).
Im Jahr 1963 habilitierte er sich an der Universität Göttingen, wo er als Dozent und ab 1965 als Wissenschaftlicher Rat und Professor am Mathematischen Institut die Hochschullehrerlaufbahn einschlug. 1969 folgte er dem Ruf an die Universität Dortmund. Dort hatte er von 1969 bis 1993  den Lehrstuhl für Geometrie inne. Seine Forschungsgebiete waren die Lagerungsgeometrie und hochsymmetrische Strukturen, insbesondere die geometrische Struktur konvexer Körper, etwa des nach ihm benannten  Danzer-Würfels. Eine Anwendung seiner Forschung ist beispielsweise die Beschreibung der atomaren Struktur der 1984 entdeckten Quasikristalle.
Danzer ist durch die Konzepte der Danzer-Menge, einer Punktmenge, die alle konvexen Mengen mit Volumen 1 schneidet, und des Danzer-Würfels, eines Beispiels für eine nicht-schälbare Triangulation des Würfels, bekannt geworden.
Ludwig Danzer, Sohn des promovierten Sachbuchautors Paul Danzer, war verheiratet, hatte vier Kinder, darunter die Jazzmusikerin Corinna Danzer.